# Theophil Laitenberger
Theophil Laitenberger (* 11. November 1903 in Tuningen; † 13. März 1996 in Schorndorf) war ein deutscher Komponist, Kirchen- und Schulmusiker.

## Leben
Aufgewachsen (seit dem zweiten Lebensjahr mutterlos) als jüngstes von zehn Kindern in der Nähe von Heilbronn, erhielt Theophil Laitenberger seine erste musikalische Ausbildung ab 1917 am Lehrerseminar in Eßlingen am Neckar (damalige Schreibweise des Namens), wo der Komponist, Musikpädagoge und -theoretiker August Halm seine musikalische Begabung erkannte und ihn dazu bewog, Musik zu seinem Beruf zu machen. 
Er studierte zunächst bei dem Regerschüler, Promotor der Donaueschinger Musiktage und späteren Direktor der Stuttgarter Musikhochschule Hugo Holle (1890–1942) Kontrapunkt, dann an der Stuttgarter Musikhochschule Komposition, Kirchen- und Schulmusik. Seine wichtigsten Lehrer an der Hochschule waren für Tonsatz und Komposition Herman Roth (1882–1938), Schüler von Hugo Riemann sowie nachmaliger Berater Hindemiths bei der Abfassung der Unterweisung im Tonsatz, Ewald Sträßer (1867–1933) und Felix Petyrek, für Orgel der Bachforscher Hermann Keller und der Organist an der Stuttgarter Stiftskirche Arnold Strebel (1879–1949), für Liturgik und Hymnologie Richard Gölz.
Nach seinem Eintritt in den Schuldienst wirkte Laitenberger zunächst in Reutlingen, dann von 1938 bis 1968 in Calw als Schulmusiker am Hermann Hesse-Gymnasium und als Kantor an der Evangelischen Stadtkirche St. Peter und Paul. Er trat zum 1. Mai 1933 dem NSLB und ebenfalls in Reutlingen auch der SA bei, die er in Calw wieder verließ. Im Stadtarchiv Calw, das auch die Drucklegung seiner Werke fördert („Calwer Editionsreihe“ / schmidmusic), wird der Nachlass Theophil Laitenbergers verwahrt. 
Den Ruhestand verbrachte er ab 1968 in Plüderhausen bei Schorndorf im Remstal, wo er auch begraben liegt.

## Werk
Das Œuvre Laitenbergers umfasst Oratorien, Kantaten, Motetten, Lieder, verschiedene Kompositionen für Orgel sowie Kammermusik. Der Schwerpunkt seines kompositorischen Schaffens liegt im Alterswerk. Die Belastungen des Doppelberufs in Kirche und Schule brachten es mit sich, dass in dieser Zeit zwar Kompositionen entstanden und auch aufgeführt wurden, aber erst die im Ruhestand verfassten Werke zu größerer überregionaler Wirkung gelangten. Zu Laitenbergers Schöpfungen in den Calwer Jahren und zuvor zählen unter anderem Klavierlieder, Kantaten, Spruch- und Choralmotetten, Choralvorspiele für Orgel sowie die Schuloper Jungfrau Maleen nach dem gleichnamigen Märchen der Gebrüder Grimm. Geprägt von den Eindrücken seiner Frühzeit in den 1920er Jahren, entwickelte er seinen neoklassizistischen, an die Polyphonie der Meister aus der Zeit vor Johann Sebastian Bach anknüpfenden, stark kontrapunktischen persönlichen Stil, grundsätzlich an der – gelegentlich auch freier gehandhabten – Tonalität festhaltend. Das entsprach nach der Jahrhundertmitte nicht mehr dem vorherrschenden Zeitgeist. Dennoch gelang es ihm, Aufführungen der meisten seiner wichtigeren Werke zu erreichen. Im Bereich der Evangelischen Landeskirche in Württemberg dürfte er zu Beginn der 1990er Jahre einer der am häufigsten aufgeführten lebenden Komponisten evangelischer Kirchenmusik gewesen sein. Seine Musik wurde unter anderem in der Stuttgarter Stiftskirche, dem Ulmer Münster, der Heilbronner Kilianskirche, in Schorndorf, Calw, Kirchheim unter Teck, Sindelfingen und Balingen gesungen und gespielt. Der Rundfunk sendete gelegentlich sowohl Kammer- als auch geistliche Chormusik von Theophil Laitenberger. Auch in Hamburg, Bonn, Lissabon und Israel sind Aufführungen zustande gekommen. Aus Anlass seines 100. Geburtstages 2003 fanden, neben Aufführungen von einzelnen Kompositionen an verschiedenen Orten (inner- und außerhalb Württembergs), im Oktober in Schorndorf und in Calw Laitenberger-Festkonzerte unter Leitung von Kirchenmusikdirektorin Hannelore Hinderer, Schorndorf, statt. Die Stadt Calw erinnerte in weiteren Veranstaltungen an ihn und widmete ihm eine Festschrift unter dem Titel Und nicht in Klagen enden … mit Selbstzeugnissen, Bilddokumenten und einem kommentierten Werkverzeichnis, dessen aus dem Nachlass herausgezogene Kommentartexte vom Komponisten selbst stammen. Erneut abgedruckt wurde ein Großteil dieser Texte in dem von Erhard Frieß erarbeiteten, 2016 erschienenen Werkverzeichnis, das auf der Basis des vorhandenen Werkverzeichnisses und der Originalmanuskripte zu jedem Eintrag die Anfangstakte der Werke ausführlich wiedergibt und dabei jeweils Besetzung, Dauer und Schwierigkeitsgrad verdeutlicht; detaillierte Register erschließen das Verzeichnis.
Orgelwerke Laitenbergers sind 2010 in einer repräsentativen Auswahl, dabei drei Orgelsonaten, die Frescobaldi-Variationen (siehe unten) und die Oboensuite (siehe unten), auf CD bei Dabringhaus & Grimm erschienen, eingespielt von Andreas Sieling (Orgel), Wolfgang Talirz (Bratsche) und Luca Mariani (Oboe). Auf CD greifbar sind außerdem – mit Thomas Pfeiffer, Bariton, und Wolfgang Kübler, Klavier – frühere Lieder Laitenbergers für Bariton und Klavier (Hesse-Lieder, Hölderlin-Gesänge, Lieder verschiedener Dichter) zusammen mit zwei Klavierstücken aus den 1970er-Jahren (Bayer Records 1990; BR 900 003 CD).
Werkliste (Auswahl)
- Zeit des Jeremia (1972), Oratorium für Bariton, großen und kleinen Chor, 2 Flöten, Klarinette, Fagott, Trompete, Pauke, Streicher, Orgel, uraufgeführt 1983 in Calw unter Leitung von Bernhard Reich, mit Klaus Hirte als Jeremia.
- Evangelienbericht: Es ist eine Stimme eines Predigers in der Wüste (1976) für Tenor, Bariton, Bass, Chor, Holzbläser, Tuba, Schlagwerk, Streicher, uraufgeführt 1982 in der Stuttgarter Stiftskirche unter Leitung von Kirchenmusikdirektor Ernst Leuze.
- Psalm 104 (1981) für Sopran, Tenor, Bass, Chor, Holzbläser, 3 Trompeten, Schlagwerk, Streicher, uraufgeführt 1982 in Kirchheim unter Teck unter Leitung von Kirchenmusikdirektor Ernst Leuze.
- Kantate von der Nichtigkeit des Menschen und von der Güte und Allmacht Gottes (1991) für Bariton, Chor, Holzbläser, Trompete, Pauke, Streicher, uraufgeführt 1993 in Calw unter Leitung von Johannes Sorg.
- Sei wohlgemut und lass von Sorg und Grämen (1983), Choralkantate für Sopran, Alt, Chor, Streicher.
- Und nicht in Klagen enden… (1970) für mittlere Stimme, Streicher, kleinen Chor, nach Texten von Manfred Hausmann, Reinhold Schneider und Bernt von Heiseler.
- Ich freue mich und danke (1977) für zweistimmigen Kinderchor, Melodie-Instrumente, Schlagwerk, Orgel, nach einem Text aus Westafrika, uraufgeführt 1977 in der Stuttgarter Stiftskirche durch den Sindelfinger Kinderchor unter Leitung von Kirchenmusikdirektor Klaus Roller.
- In der Welt habt ihr Angst (1992), Motette für 6-stimmigen gemischten Chor, uraufgeführt 1992 durch capella vallensis Wiesensteig unter Leitung von Peter Skobowsky.
- Christe, du Schöpfer aller Welt (1991), Choralmotette zur Passionszeit für 4-stimmigen gemischten Chor, uraufgeführt 1992 durch den Chor der Musikhochschule Stuttgart.
- Sechs Lieder zu Gedichten von Hermann Hesse für Tenor/Bariton und Klavier (1922–1924): Frühlingstag / Enzianblüte / Wie der stöhnende Wind / Weiße Rose in der Dämmerung / Elegie im September / Assistono diversi santi.
- Sechs Hölderlin-Gesänge für mittlere Stimme und Klavier: An Diotima (1934/1970) / Die Eichbäume (1936/1970) / Sonnenuntergang (1923/1970) / Der Frieden (1934/1970) / Der Mensch (1923/1969) / Rückkehr in die Heimat (1951/1969).
- Konzert Es-Dur:
  - 1. Fassung für Streicher und Holzbläser (1981/83), uraufgeführt 1984 auf Schloss Solitude Stuttgart mit dem Orchester Pro Musica Stuttgart unter Leitung von Jürgen Klenk.
  - 2. Fassung für Orgel und Streichorchester (1982), uraufgeführt 1984 in Balingen unter Leitung von Kirchenmusikdirektor Gerhard Rehm mit Friedrich Fröschle (Orgel).
- Dialoge in sechs Sätzen (1985) für Klarinette, Streichorchester und Pauken.
- Suite in f (1980) für 2 Trompeten, 2 Posaunen, Tuba.
- Variationen über ein Thema nach G. Frescobaldi (1978) für Viola und Klavier oder Viola und Orgel:
  - Fassung für Viola und Klavier uraufgeführt 1987 in Plüderhausen mit Vidor Nagy (Viola) und Günter Schmidt (Klavier)
  - Fassung für Viola und Orgel uraufgeführt 1987 in der Bonner Kreuzkirche mit Christoph Aißlinger (Viola) und Johannes Geffert (Orgel).
- Suite C-Dur (1986) für Oboe (Violine, Flöte) und Orgel, uraufgeführt 1993 in Schorndorf mit Almut Kallenberg (Oboe) und Hannelore Hinderer (Orgel).
- Ist Gott für mich (1980), Choralsonate für Horn und Orgel, uraufgeführt 1982 in Heilbronn mit Michael Höltzel (Horn) und Hermann Rau (Orgel).
- Orgelmusik in d / Orgelsonate I (1971), uraufgeführt 1986 von Hermann Rau in der Heilbronner Kilianskirche.